# CME 그룹
CME 그룹(영어: CME Group)은 범 세계적인 파생 상품거래소를 운영하는 미국의 기업이다. 세계에서 가장 큰 금융 파생상품 거래소이며, 농산물, 통화, 에너지, 금리, 금속, 주식 지수를 포함하는 자산 등급 거래를 한다.